# نارایان ماهاراج
نارایان ماهاراج (انگلیسی: Narayan Maharaj) ‏(۲۰ می ۱۸۸۵ - ۳ سپتامبر ۱۹۴۵) استاد معنوی هندی بود که توسط پیروان خود به عنوان سات گورو مطرح شد. وی در کدگائون هند زندگی می‌کرد.

## سال‌های نخست زندگی
نارایان در باگالکوت هند ایالت کارناتاکا متولد شد. پدر او زمانی که وی تنها ۱۴ ماه داشت و مادرش نیز زمانی که او ۴ ساله بود فوت کردند. بعد از آن سرپرستی او را مادربزرگش بر عهده داشت. طولی نکشید او بر سر نزاع خانوادگی خانه را ترک گفت و در نهایت در جستجوی خلوت به معبد شیوا رفت. پس از آن، به توصیهٔ قدیسی به مدت ده ماه به گانگاپور رفته و روشنگری کسب کرد.
به عنوان یک سات گورو او به مناطق مذهبی متعددی سفر کرد از جمله: واراناسی، کدارنا، بادرینا، نپال، معبد اومکارشوار، ماهاکالشوار، رامشوار، کلکته، بنگلور، مادورای، راماکریشنا، معبد کانچی پورام، میسور، دارکا، ماهابالشوار، تروپاتی.